# Cleveland Rams 1942
La stagione 1942 dei Cleveland Rams è stata la settima della franchigia nella National Football League, l'ottava complessiva. Dopo avere vinto solo due gare nella stagione precedente, la squadra salì a 5 vittorie e 6 sconfitte.

## Scelte nel Draft 1942
| Scelte dei Rams nel Draft 1942 |                 |           |       |                 |
| Giro                           | Scelta          | Giocatore | Ruolo | College         |
| 1                              | Jack Wilson     | 2         | HB    | Baylor          |
| 2                              | Jack Jacobs     | 12        | QB    | Oklahoma        |
| 3                              | Roger Eason     | 17        | G     | Oklahoma        |
| 4                              | Len Levy        | 27        | G     | Minnesota       |
| 5                              | Orville Mathews | 32        | B     | Oklahoma        |
| 6                              | Mike Sweeney    | 42        | E     | Texas           |
| 7                              | Italo Rossi     | 52        | T     | Purdue          |
| 8                              | Bob Brumley     | 62        | WB    | Rice            |
| 9                              | Hub Ulrich      | 72        | E     | Kansas          |
| 10                             | Bob deLauer     | 82        | C     | USC             |
| 11                             | Ben Hightower   | 92        | E     | Sam Houston St. |
| 12                             | Walt Zirinsky   | 102       | HB    | Lafayette       |
| 13                             | Ray Bradfield   | 112       | E     | Santa Clara     |
| 14                             | Tom Greene      | 122       | T     | Georgia         |
| 15                             | Ike Peel        | 132       | B     | Tennessee       |
| 16                             | Glenn Henicle   | 142       | G     | Tulsa           |
| 17                             | Don Clawson     | 152       | B     | Northwestern    |
| 18                             | Jack Graf       | 162       | B     | Ohio St.        |
| 19                             | Bill Regner     | 172       | E     | Oregon          |
| 20                             | Gene Conley     | 182       | T     | Washington      |

## Calendario
| Stagione regolare |                        |           |
| Turno             | Avversario             | Risultato |
| 1                 | at Chicago Cardinals   | S 7–0     |
| 2                 | Philadelphia Eagles    | V 24–14   |
| 3                 | at Detroit Lions       | V 14–0    |
| 4                 | Chicago Bears          | S 21–7    |
| 5                 | at Washington Redskins | S 33–14   |
| 6                 | at Green Bay Packers   | S 45–28   |
| 7                 | Chicago Cardinals      | V 7–3     |
| 8                 | at Brooklyn Dodgers    | V 17–0    |
| 9                 | Green Bay Packers      | S 30–12   |
| 10                | Detroit Lions          | V 27–7    |
| 11                | at Chicago Bears       | S 47–0    |

## Classifiche
| NFL Western Division |    |    |   |       |     |     |     |     |
|                      | V  | S  | P | %     | DIV | PF  | PS  | STR |
| Chicago Bears        | 11 | 0  | 0 | 1.000 | 8–0 | 376 | 84  | V11 |
| Green Bay Packers    | 8  | 2  | 1 | .800  | 6–2 | 300 | 215 | V2  |
| Cleveland Rams       | 5  | 6  | 0 | .455  | 3–5 | 150 | 207 | S1  |
| Chicago Cardinals    | 3  | 8  | 0 | .273  | 3–5 | 98  | 209 | S6  |
| Detroit Lions        | 0  | 11 | 0 | .000  | 0–8 | 38  | 263 | S11 |

Nota: I pareggi non venivano conteggiati ai fini della classifica fino al 1972.